# Brocourt
Pour l’article homonyme, voir Brocourt-en-Argonne.
Cet article possède des paronymes, voir Brucourt et Drocourt.
Brocourt est une commune française située dans le département de la Somme en région Hauts-de-France.

## Géographie

### Localisation
Brocourt est un village picard du Vimeu.
À vol d'oiseau, la localité est située à 3 km au nord-est de Beaucamps-le-Vieux, 28 km au sud d'Abbeville, 34 km au sud-ouest d'Amiens et à 50 km au nord-ouest de Beauvais.
Le territoire de la commune est limitrophe de ceux de trois communes.  Les communes limitrophes sont  Lafresguimont-Saint-Martin, Liomer et Villers-Campsart.

### Hydrographie

#### Réseau hydrographique
La commune est traversée par la ligne de partage des eaux entre les bassins hydrographiques Artois-Picardie et Seine-Normandie. Elle est drainée par le Liger.
Le Liger, d'une longueur de 14 km, prend sa source dans la commune de Lafresguimont-Saint-Martin et se jette  dans la Bresle à Senarpont, après avoir traversé huit communes.

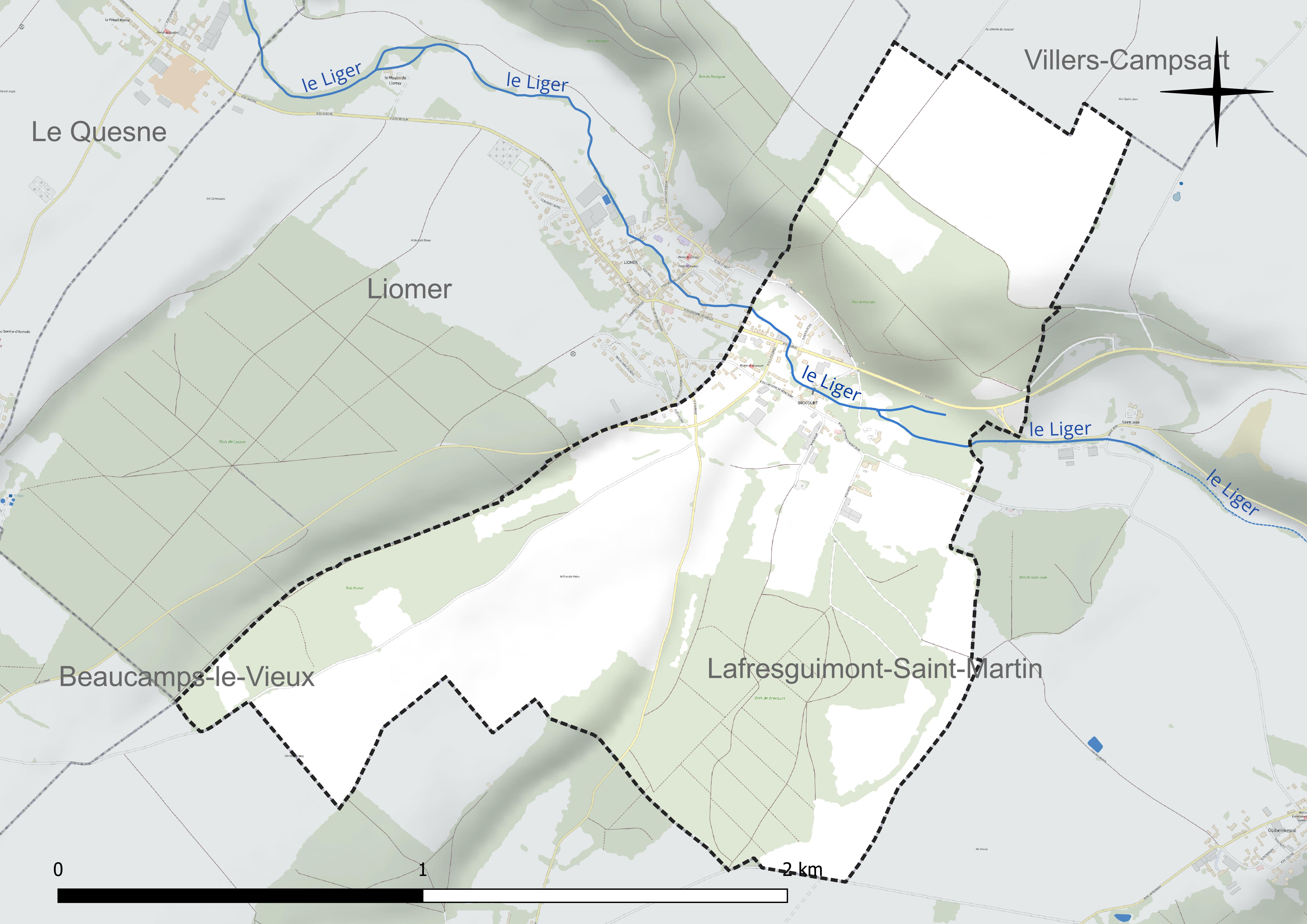
Réseau hydrographique de Brocourt.

#### Gestion et qualité des eaux
Le territoire communal est couvert par le schéma d'aménagement et de gestion des eaux (SAGE) « Vallée de la Bresle ». Ce document de planification concerne un territoire de 748 km2 de superficie, délimité par le bassin versant de la Bresle. Le périmètre a été arrêté le 7 avril 2003 et le SAGE proprement dit a été approuvé le 18 août 2016. La structure porteuse de l'élaboration et de la mise en œuvre est le syndicat mixte d'aménagement, de gestion et de valorisation du bassin de la Bresle.
La qualité des cours d'eau peut être consultée sur un site dédié géré par les agences de l'eau et l'Agence française pour la biodiversité.

### Climat
Pour des articles plus généraux, voir Climat des Hauts-de-France et Climat de la Somme.
En 2010, le climat de la commune est de type climat océanique dégradé des plaines du Centre et du Nord, selon une étude du CNRS s'appuyant sur une série de données couvrant la période 1971-2000. En 2020, Météo-France publie une typologie des climats de la France métropolitaine dans laquelle la commune est exposée à un climat océanique et est dans la région climatique Côtes de la Manche orientale, caractérisée par un faible ensoleillement (1 550 h/an) ; forte humidité de l'air (plus de 20 h/jour avec humidité relative > 80 % en hiver), vents forts fréquents.
Pour la période 1971-2000, la température annuelle moyenne est de 10 °C, avec une amplitude thermique annuelle de 13,9 °C. Le cumul annuel moyen de précipitations est de 784 mm, avec 13 jours de précipitations en janvier et 8,4 jours en juillet. Pour la période 1991-2020, la température moyenne annuelle observée sur la station météorologique la plus proche, située sur la commune d'Oisemont à 12 km à vol d'oiseau, est de 11,1 °C et le cumul annuel moyen de précipitations est de 801,4 mm,. Pour l'avenir, les paramètres climatiques de la commune estimés pour 2050 selon différents scénarios d'émission de gaz à effet de serre sont consultables sur un site dédié publié par Météo-France en novembre 2022.

## Urbanisme

### Typologie
Au 1er janvier 2024, Brocourt est catégorisée commune rurale à habitat dispersé, selon la nouvelle grille communale de densité à sept niveaux définie par l'Insee en 2022.
Elle est située hors unité urbaine et hors attraction des villes,.

### Occupation des sols
L'occupation des sols de la commune, telle qu'elle ressort de la base de données européenne d'occupation biophysique des sols Corine Land Cover (CLC), est marquée par l'importance des territoires agricoles (55,5 % en 2018), une proportion identique à celle de 1990 (55,5 %). La répartition détaillée en 2018 est la suivante : 
forêts (41,1 %), terres arables (41 %), prairies (14,5 %), zones urbanisées (3,4 %). L'évolution de l'occupation des sols de la commune et de ses infrastructures peut être observée sur les différentes représentations cartographiques du territoire : la carte de Cassini (XVIIIe siècle), la carte d'état-major (1820-1866) et les cartes ou photos aériennes de l'IGN pour la période actuelle (1950 à aujourd'hui).

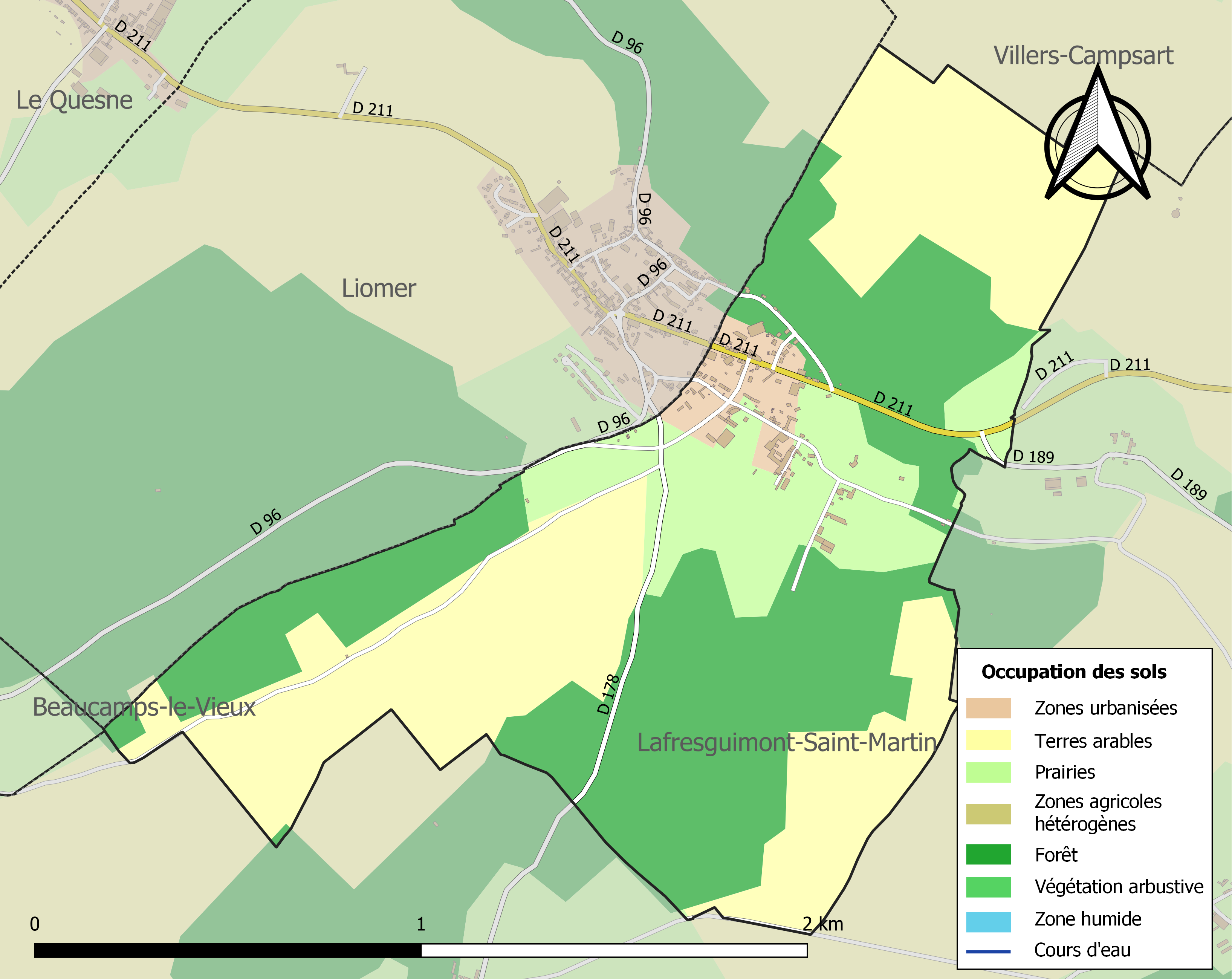
Carte des infrastructures et de l'occupation des sols de la commune en 2018 (CLC).

### Voies de communication et transports
La localité est desservie par la ligne d'autocars no 4 (Blangy-sur-Bresle - Amiens) du réseau Trans'80, Hauts-de-France, chaque jour de la semaine sauf le dimanche et les jours fériés.

## Toponymie
Le nom de la localité est attesté sous les formes Broecort (1131.) ; Broelcort (1164.) ; Broolcurt (1164.) ; Brouecort (1166.) ; Broucurt (1176.) ; Broecort in valle (1208.) ; Broocort (1246.) ; Brocort (1268.) ; Broecourt (1300-23.) ; Brouecourt (1301.) ; Brocourt (1507.) ; Bauecourt (1648.) ; Brocour (1710.)

## Histoire
On sait que les légions romaines occupèrent le pays en raison de la présence d'un camp romain qui était situé à Villers-Campsart et qu'une voie romaine passait à proximité de Brocourt.
Le premier seigneur, connu, s'appelait Girould de Brocourt et vivait en 1186.
En 1370, Jean de Brocourt tient un fief de l'abbaye de Saint-Valery-sur-Somme.
En 1377, Enguerrand et Bertauld de Brocourt, qui possèdent des fiefs de la prévôté du Ponthieu sont convoqués pour la guerre.
En 1379, André de Brocourt tient un fief à Nesle-l'Hôpital.
A partir du XVIe siècle, on trouve comme seigneur de Brocourt,
- Antoine de Mailly, dit Hutin de Mailly, qui était chevalier, commandant de mille hommes de pied[20]. C'était le fils de Jean de Mailly seigneur d'Auchy et de La Neuville-Roy[20],
- Jean de Thaix, panetier de François Ier, en 1529, grand-maitre de l'artillerie, colonel-général d'infanterie de France.
- En 1612, Hugues Poulletier, chevalier, acheta au comte de Sanzay les terres et les seigneuries de Brocourt.

Pendant la Deuxième Guerre mondiale, la Résistance est très active dans le secteur. Des rampes de V1 sont construites par l'occupant dans les bois environnants.
Le 17 août 1944, les populations de Liomer et Brocourt sont malmenées. Les deux villages sont entourés par des troupes dirigées par des SS, aux premières heures du jour. Les femmes, les personnes âgées et les enfants sont regroupés dans la cour de l'hôtel de ville par l'occupant allemand. Les hommes sont rassemblés sur la place pour être emprisonnés à Amiens. Les villageois qui tentent de fuir sont abattus. L'abbé Michel Lyonneau, parlant allemand, entreprendra des négociations qui permettront la libération des personnes arrêtées.

## Politique et administration

### Rattachements administratifs et électoraux
La commune se trouve dans l'arrondissement d'Amiens du département de la Somme. Pour l'élection des députés, elle fait partie depuis 2012 de la quatrième circonscription de la Somme.
Elle faisait partie depuis 1802 du canton de Hornoy-le-Bourg. Dans le cadre du redécoupage cantonal de 2014 en France, la commune est intégrée au canton de Poix-de-Picardie.

### Intercommunalité
La commune était membre de la communauté de communes du Sud-Ouest Amiénois (CCSOA), créée en 2004.
Dans le cadre des dispositions de la loi portant nouvelle organisation territoriale de la République du 7 août 2015, qui prévoit que les établissements publics de coopération intercommunale (EPCI) à fiscalité propre doivent avoir un minimum de 15 000 habitants, la préfète de la Somme propose en octobre 2015 un projet de nouveau schéma départemental de coopération intercommunale (SDCI) qui prévoit la réduction de 28 à 16 du nombre des intercommunalités à fiscalité propre du département.
Ce projet prévoit la « fusion des communautés de communes du Sud-Ouest Amiénois, du Contynois et de la région d'Oisemont », le nouvel ensemble de 37 412 habitants regroupant 120 communes,. À la suite de l'avis favorable de la commission départementale de coopération intercommunale en janvier 2016, la préfecture sollicite l'avis formel des conseils municipaux et communautaires concernés en vue de la mise en œuvre de la fusion.
La communauté de communes Somme Sud-Ouest (CC2SO), dont est désormais membre la commune, est ainsi créée au 1er janvier 2017.

### Politique locale
Après une réflexion sans suite dans les années 1970, la fusion de Brocourt avec Liomer a été proposée début 2019 par la maire de cette dernière commune. Cette proposition n'a pas eu de suite.

### Liste des maires
| Période                                  | Période                      | Identité      | Étiquette | Qualité                         |
| ---------------------------------------- | ---------------------------- | ------------- | --------- | ------------------------------- |
| Les données manquantes sont à compléter. |                              |               |           |                                 |
|                                          | mars 2001                    | Charles Henry |           |                                 |
| mars 2001                                | 2011                         | Suzanne Genty |           | Décédée en fonction             |
| 30 décembre 2011                         | En cours (au 8 octobre 2020) | Firmin Boucry |           | Réélu pour le mandat 2020-2026, |

## Démographie
L'évolution du nombre d'habitants est connue à travers les recensements de la population effectués dans la commune depuis 1793. Pour les communes de moins de 10 000 habitants, une enquête de recensement portant sur toute la population est réalisée tous les cinq ans, les populations de référence des années intermédiaires étant quant à elles estimées par interpolation ou extrapolation. Pour la commune, le premier recensement exhaustif entrant dans le cadre du nouveau dispositif a été réalisé en 2004.

En 2022, la commune comptait 108 habitants, en évolution de +8 % par rapport à 2016 (Somme : −1,26 %, France hors Mayotte : +2,11 %).
| 1793 | 1800 | 1806 | 1821 | 1831 | 1836 | 1841 | 1846 | 1851 |
| ---- | ---- | ---- | ---- | ---- | ---- | ---- | ---- | ---- |
| 147  | 129  | 170  | 177  | 177  | 202  | 208  | 210  | 217  |

| 1856 | 1861 | 1866 | 1872 | 1876 | 1881 | 1886 | 1891 | 1896 |
| ---- | ---- | ---- | ---- | ---- | ---- | ---- | ---- | ---- |
| 208  | 191  | 180  | 172  | 171  | 145  | 116  | 130  | 123  |

| 1901 | 1906 | 1911 | 1921 | 1926 | 1931 | 1936 | 1946 | 1954 |
| ---- | ---- | ---- | ---- | ---- | ---- | ---- | ---- | ---- |
| 99   | 99   | 102  | 120  | 94   | 92   | 84   | 94   | 90   |

| 1962 | 1968 | 1975 | 1982 | 1990 | 1999 | 2004 | 2006 | 2009 |
| ---- | ---- | ---- | ---- | ---- | ---- | ---- | ---- | ---- |
| 111  | 107  | 114  | 106  | 129  | 120  | 108  | 104  | 97   |

| 2014 | 2019 | 2022 | - | - | - | - | - | - |
| ---- | ---- | ---- | - | - | - | - | - | - |
| 101  | 101  | 108  | - | - | - | - | - | - |

## Culture locale et patrimoine

### Lieux et monuments
- L'église Notre-Dame, à ouvertures romanes.
- Le village de Brocourt renferme de nombreux édifices architecturaux remarquables. Il faut savoir que les familles nobles de Richemont et de La Rochethulon étaient établies sur cette petite commune. On peut ainsi y trouver encore la maison de gardien, la ferme du château, les écuries, ou encore l'ancien pensionnat de jeunes filles fondé par Élisabeth des Ligneris. Le château[35] a été détruit pendant la Seconde Guerre mondiale (en 1941), une belle maison de maître a été reconstruite à la place (le propriétaire est encore, de nos jours, le vicomte de Richemont). Le parc, encore à l'identique, a été l'objet d'une enquête en 1995 en vue d'une inscription aux monuments historiques[36].
- Le long du Liger, l'ancien pensionnat de jeunes filles avait été transformé en prieuré par la congrégation Notre-Dame d'Espérance, les frères y vivaient selon l'ordre de Saint-Benoit[37], il a depuis été remanié en lieu de vie et d'accueil par une famille.

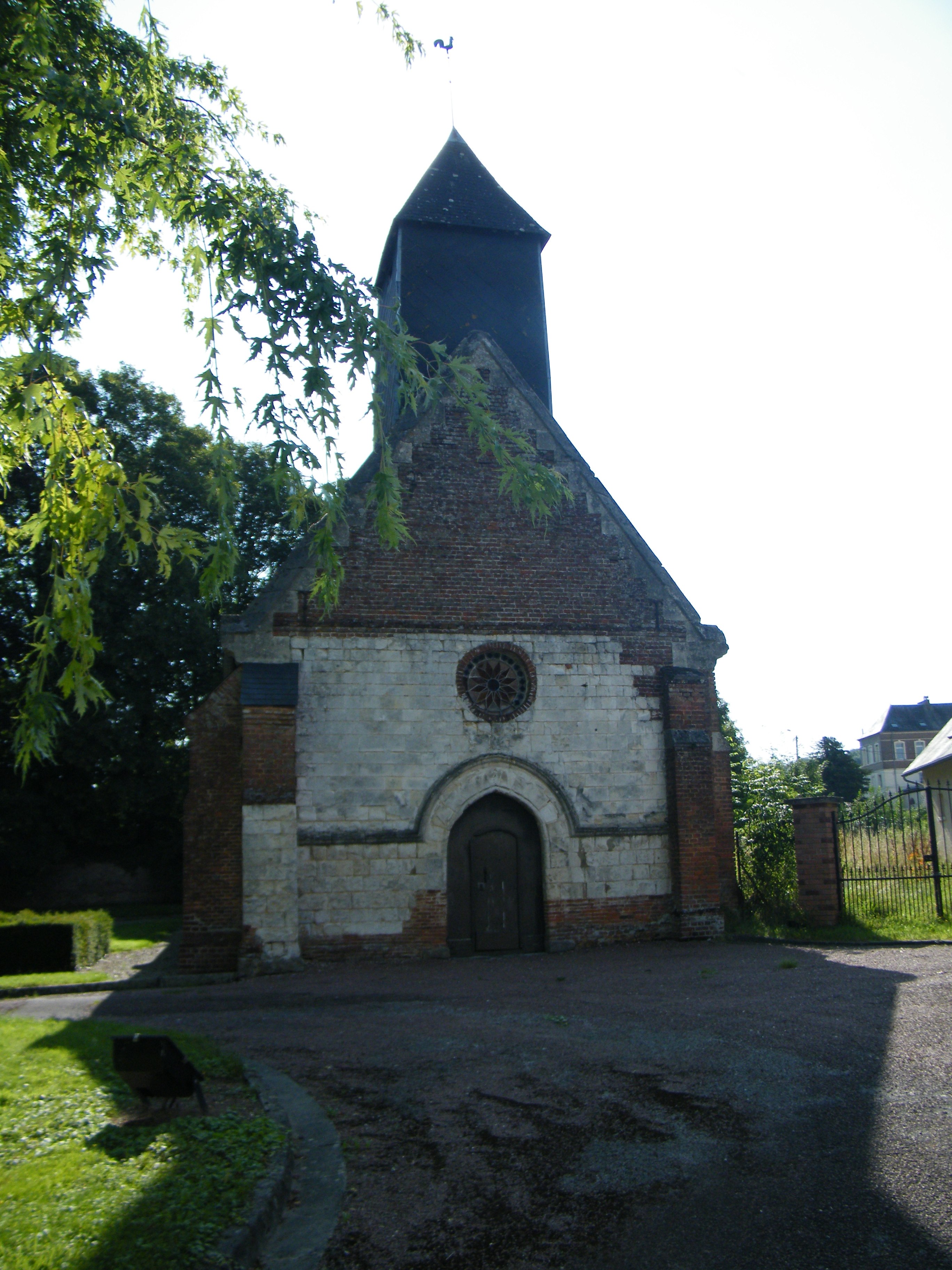
L'église.
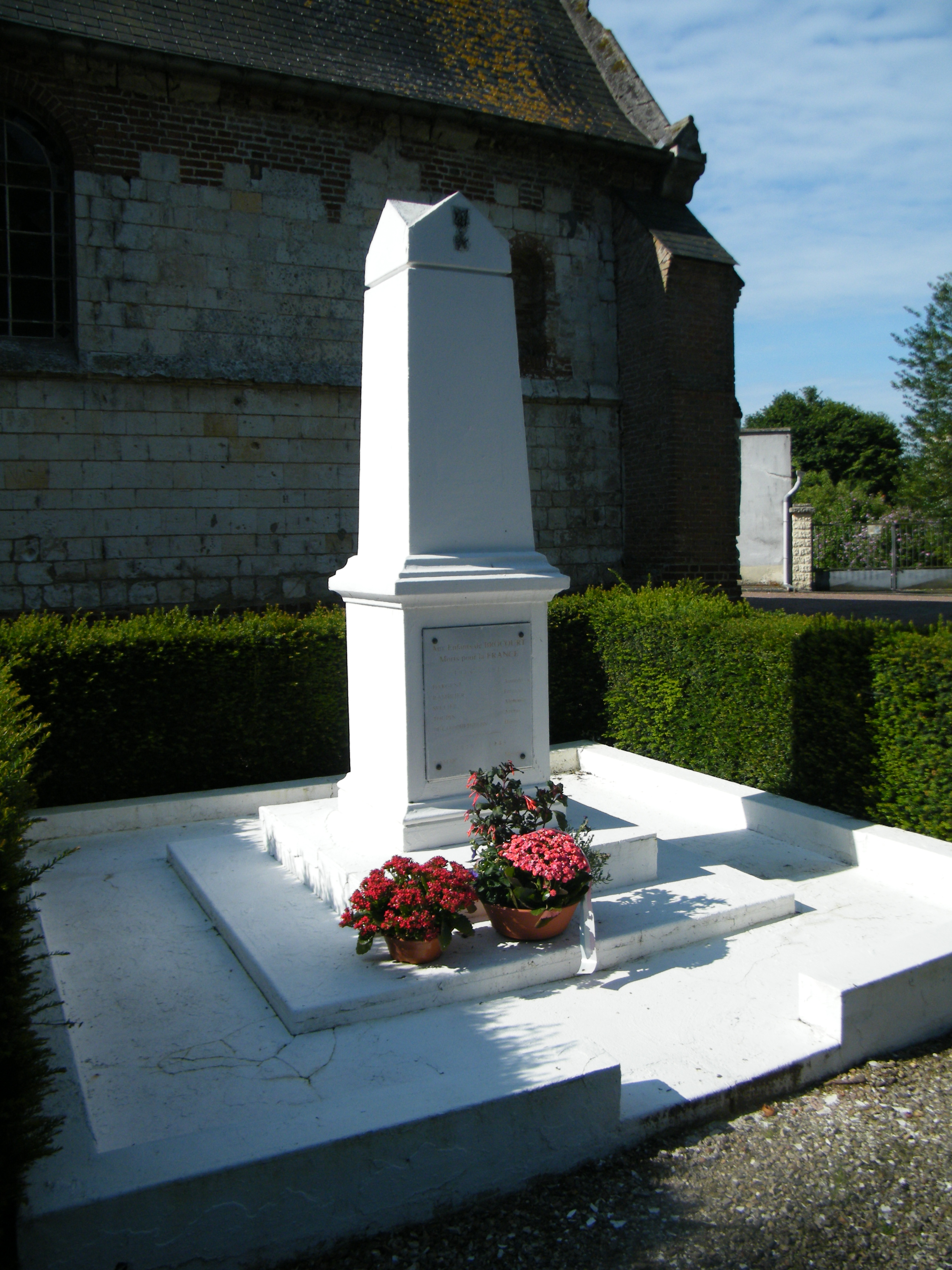
Monument aux morts.
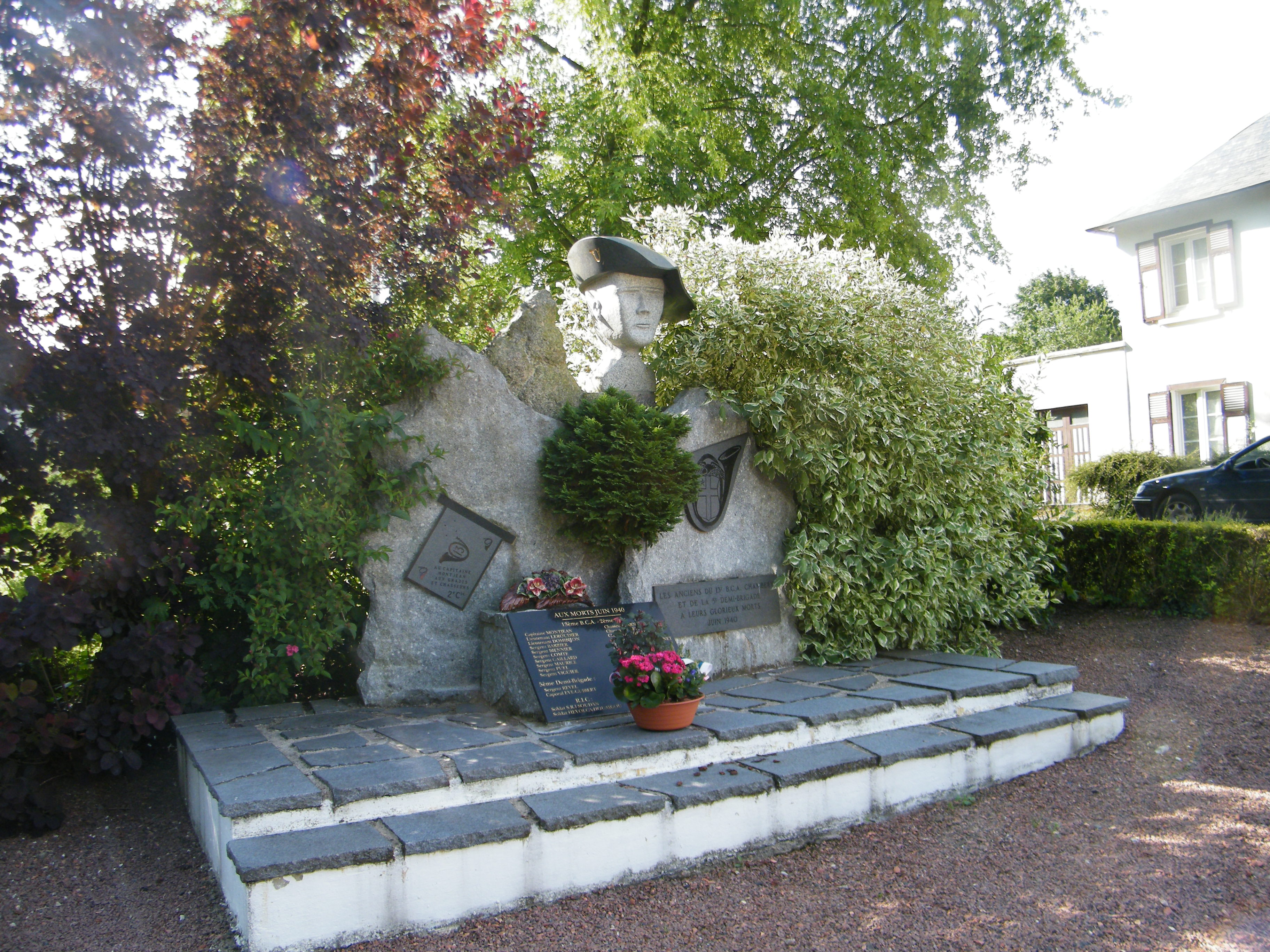
Hommage juin 1940.
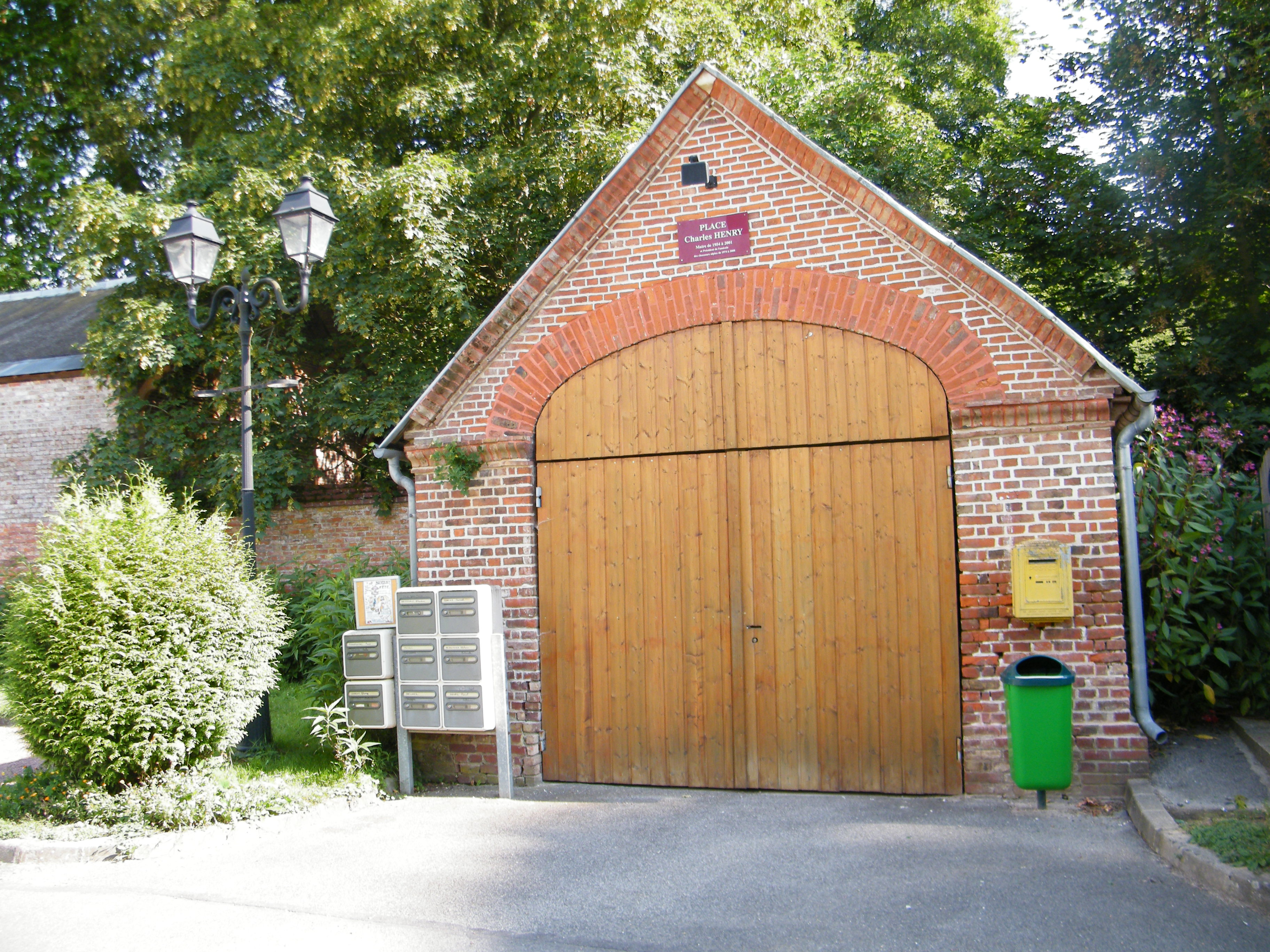
Bâtiment communal.
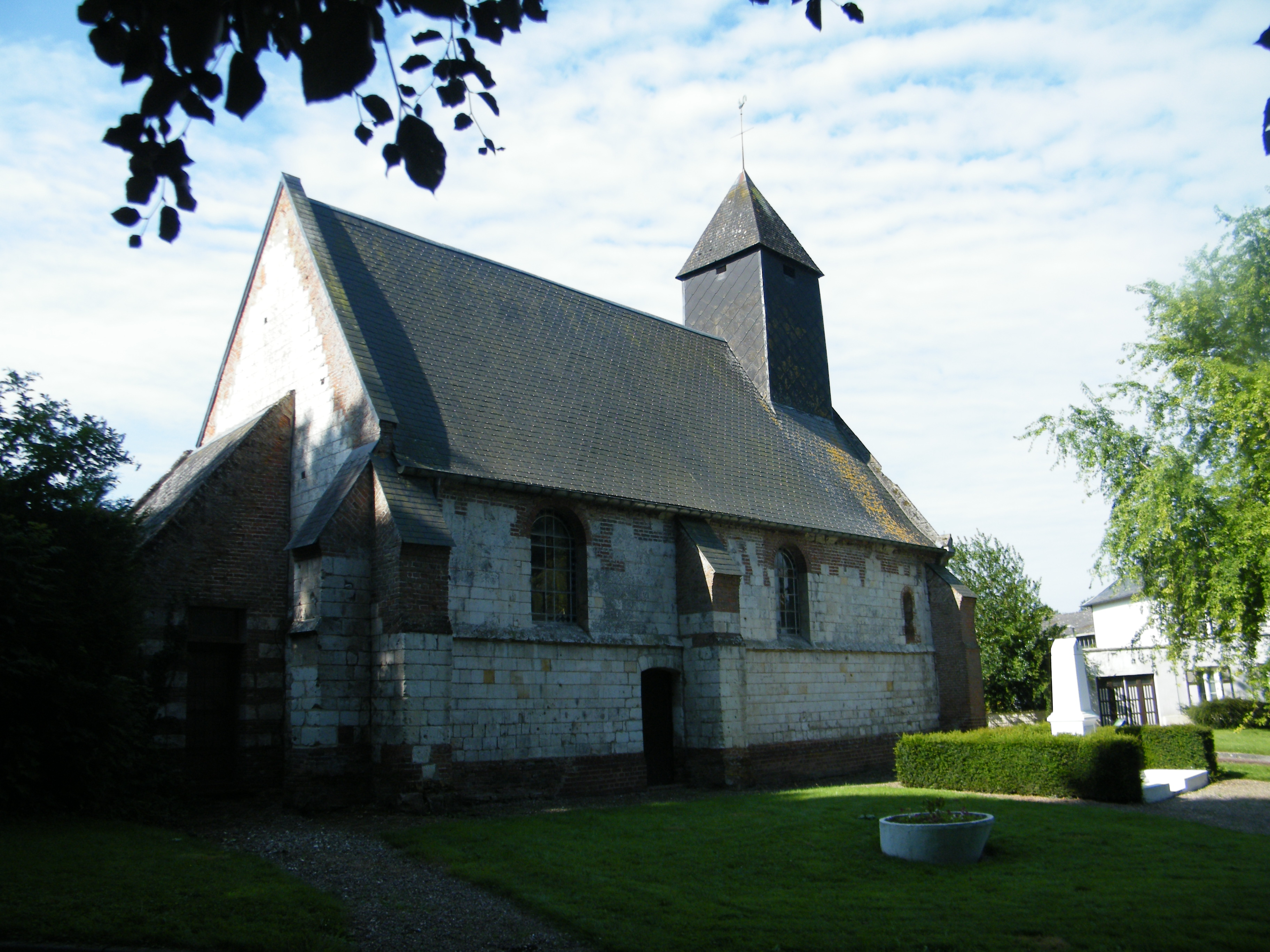
Façade de Notre-Dame.

### Héraldique
| Blason de Brocourt | Blason  | D'or au lion contourné de gueules. |
| Blason de Brocourt | Détails | Est attribué à la commune le blason de la famille De Brocourt, seigneurs du lieu. Utilisé par la commune, le statut officiel reste à déterminer. |